# Пятницкое (Башмаковский район)
Пятницкое — село в Башмаковском районе Пензенской области России. Входит в состав Шереметьевского сельсовета.

## География
Расположено в 5 км к востоку от центра сельсовета села Шереметьево, на реке Чичера.

## Население
| 1864 | 1877 | 1897  | 1911  | 1926  | 1930  | 1979 |
| ---- | ---- | ----- | ----- | ----- | ----- | ---- |
| 915  | ↗967 | ↗1026 | ↗1446 | ↗1644 | ↗1792 | ↘356 |
| 1989 | 1996 | 2002  | 2010  |       |       |      |
| ↘224 | ↘170 | ↘119  | ↘63   |       |       |      |

## История
Основано в 2-й половине XVIII века А. Ф. Турчаниновым. В советский период центр сельсовета, центральная усадьба колхоза «Гигант».